# Geobaenus
Geobaenus is een geslacht van kevers uit de familie van de loopkevers (Carabidae). De wetenschappelijke naam van het geslacht is voor het eerst geldig gepubliceerd in 1829 door Dejean.

## Soorten
Het geslacht Geobaenus omvat de volgende soorten:
- Geobaenus australasiae Guerin-Meneville, 1830
- Geobaenus ingenuus Perynguey, 1896
- Geobaenus lateralis Dejean, 1829
- Geobaenus natalensis Basilewsky, 1949